# Lugura
Lugura (łac. Diocesis Lugurensis) – stolica historycznej diecezji we Cesarstwie rzymskim w prowincji Numidia zlikwidowana w VII w. podczas ekspansji islamskiej, współcześnie w północnej Algierii. Obecnie katolickie biskupstwo tytularne. 

## Biskupi tytularni
| Lp. | Biskup                    | Funkcja                                                                     | Od                   | Do                  |
| --- | ------------------------- | --------------------------------------------------------------------------- | -------------------- | ------------------- |
|     | Alfredo Caselle           | biskup pomocniczy elekt Melfi-Rapolla (Włochy) zmarł przed przyjęciem sakry | 24 sierpnia 1965     | 24 września 1965    |
| 1   | Joseph Bernardin          | biskup pomocniczy Atlanty (USA)                                             | 9 marca 1966         | 21 listopada 1972   |
| 2   | Max Georg von Twickel     | biskup pomocniczy Münster (Niemcy)                                          | 18 czerwca 1973      | 28 listopada 2013   |
| 3   | José Traquina             | biskup pomocniczy Lizbony (Portugalia)                                      | 14 kwietnia 2014     | 7 października 2017 |
| 4   | Maximino Martínez Miranda | biskup pomocniczy Toluca (Meksyk)                                           | 28 października 2017 |                     |